# Брадвек
Брадвек (англ. Bradvek) був різновидом полімеру Тайвек (англ. Tyvek), що вироблявся компанією DuPont. Він був використаний для друку однієї з перших полімерних банкнот для острова Мен у 1983 році Американською банкнотною компанією.